# Irene Jansen
Irene Jansen – holenderska piosenkarka. Brała udział w nagraniu albumu The Human Equation grupy Ayreon. W 2003 roku rozpoczęła pracę w grupie Star One.
Irene Jansen jest siostrą Floor Jansen

## Dyskografia

### Gary Hughes
- Once and Future King Part I (2003)
- Once and Future King Part II (2003)

### Ayreon
- The Human Equation (2004) - wokal
- Loser (single, 2004) - wokal
- The Final Experiment (2005 w reedycji) - wokal

### Karma
- Demo (2003) - wokal[2]

### Star One
- Live on Earth (live, 2003) - wokal